# Успение Богородично (Велестово)
Вижте пояснителната страница за други значения на Успение Богородично.
„Успение Богородично“ (на македонска литературна норма: „Успение Богородично“) е православна църква, разположена в село Велестово, на около 5 километра от Охрид, Северна Македония.
Църквата е гробищна и представлява малка еднокорабна сграда с полуокръжен свод и тристранна апсида отвън. Градежният материал е дялан и недялан камък.
Църквата е консервирана и защитена в 1966 година, при което са открити няклоко среднобългарски надписа. Изписването започва в май 1444 година с ктиторството на поп Георги, а по-късно на Станец, брат му Михо, Райко Добрилов, Дабец и Петко. Според Втория надпис над западния вход на църквата, остатъкът от площта на църквата е покрит с фрески в 1450/1451 година. В надписа се споменават ктиторите Вълкота, Славко, Грубан, Михо Янков и Никола. В надписа е важно споменаването, че изписването е завършено докато на престола на Охридската архиепископия се намира архиепископ Николай. В надписа също така е споменато мястото Глогово, което вероятно е някогашно село на Галичица.
Во свода, на средата е изобрацен Старецът, източно от него Исус Христос и Приготвеният престол. По-ниско на надлъжните страни са пророците до пояс. На най-високите части на свода и на горните части са изобразени Големите празници: Благовещение, Рождество, Сретение, Успение на Богородица, Влизане в Йерусалим и други. На южния зид, до самия иконостас са Видение на Свети Петър Александрийски, а пред самия иконостас като патрон е изобразена Света Богородица с малкия Христос на ръце, а до нея са Свети Николай Чудотворец, Свети Климент Охридски и Света Марина. На северния зид са изобразени Светите войни: Теодор Стратилат на кон, Прокопий, Меркурий, Димитрий и Георги Победоносец.
Зографите от първата фаза, вероятно двама, са по-опитни художници с по-спокоен и сигурен рисунък. Понякога изображенията им имат неприятна твърдост, дължаща се на остри сблъсъци между светли и тъмни полете, както и провинциална сладникавост на израза, например при Свети Меркурий. Все пак изображенията в долните зони на южния зид – Свети Петър Александрийски, Свети Никола и Свети Климент, следват най-добрите традиции в охридската живопис от края на XIV век.

## Галерия
- Вторият надпис от 1451 г.
- Светите войни
- Входът на църквата